# Kurentovanje
Kurentovanje je največji slovenski pustni karneval, ki organizirano poteka že od leta 1960. Nastalo je na pobudo Draga Hasla in somišljenikov, ki so ga prvič organizirali skupaj z Zgodovinskim društvom Ptuj.
Markovci veljajo za pravo domovanje koranta, širše gledano pa: Ptujsko polje, Dravsko polje, Haloze in Slovenske gorice. Poznamo pernatega in rogatega kurenta. Čas trajanja prireditve se je skozi leta spreminjalo, sprva le enodnevna prireditev, od leta 1994 naprej ko so uvedli tudi pustni šotor, pa dogodek traja kar 11 dni. Kurentovanje se običajno prične s prvim poskokom kurentov in samo karnevalsko prireditvijo. Mednarodna karnevalska povorka, ki poteka na pustno nedeljo je vrhunec vsakoletnega kurentovanja, leta 2011 se je ob trasi povorke zbralo rekordnih 65,000 gledalcev. Na pustni torek se delovni dan na Ptuju konča že nekoliko prej kot običajno, zberejo se pustni liki in maske ter tekmujejo za najizvirnejšo, na koncu dneva pa pokopljejo pusta. Ves čas prireditve se v mestnem jedru odvija bogat kulturni in zabavno-glasbeni program. Princ karnevala v času kurentovanja prevzame mestno oblast.
Gre za ljudski običaj, ki je značilen za Ptuj in okolico in se priredi v pustnem času z namenom odganjanja zime. Značilen je plešoči pohod: Obhodi kurentov, skupaj z drugimi maskami skozi vasi na Ptujskem območju, vse do Haloz. Kurenti odganjajo zimo plešoč v značilni opravi in z glasnim zvonjenjem od hiše do hiše. Obvezni deli maske so kožuhovinast plašč, prepasan z verigo z velikimi zvonci, naglavna maska z rogovi, okrašena s trakovi ali v Halozah s perjem, z volnenimi nogavicami in temnimi čevlji na nogah. Kurent ima v roki palico, ježevko. Dandanes se kurentovanja priredijo v mestnem območju Ptuja.
Na Madžarskem, v mestu Mohač imajo južnoslovanski Šokci podobno tradicionalno pustno prireditev Pohod bušarov. Bušarji so prav tako opremljeni z rogatimi maskami, ki so redkeje dodatno okrašene s perjem in trakovi. Prav tako imajo kožuhe, krajše kot kurenti. Imajo manj zvoncev kot slovenski Kurenti in so pretežno udeleženi na pustnem festivalu v mestu. UNESCO, Organizacija Združenih narodov za izobraževanje, znanost in kulturo, je pohod bušarjev vpisala v seznam nematerialne svetovne dediščine (2009).
Kurentovanje velja za največji evropski pustni prikaz etnografskih mask na prostem, pogosto pa mu rečemo tudi peti letni čas.
Leta 2016 je Lonely Planet Kurentovanje razglasil za 7. najboljši karneval na svetu, ob bok Riu in Benetkam.
Decembra 2017 so bili Obhodi kurentov vpisani na Unescov seznam nesnovne kulturne dediščine.

## Glavni organizatorji
Leta 1959 je Hasl z Francem Kolaričem in druščino intelektualcev organiziral manjšo povorko (poskusno Kurentovanje).
Leta 1964 Kurentovanja niso organizirali. DPD Svoboda Ptuj je vseeno izvedla nadomestno pustovanje.
| Edicija   | Obdobje     | Organizatorji                                               |
| --------- | ----------- | ----------------------------------------------------------- |
| 1. – 3.   | 1960 – 1962 | Zgodovinsko društvo Ptuj                                    |
| 4.        | 1963        | Folklorne prireditve Ptuj                                   |
| 5. – 8.   | 1965 – 1968 | Folklorne prireditve Ptuj                                   |
| 9. – 12.  | 1969 – 1972 | Folklorno društvo Ptuj                                      |
| 13. – 32. | 1973 – 1992 | Folklorno društvo Ptuj – Turistično društvo Ptuj            |
| 33. – 34. | 1993 – 1994 | Folklorno društvo Ptuj – Turistično društvo Ptuj – TIC Ptuj |
| 35. – 40. | 1995 – 2000 | GIZ Poetovio Vivat                                          |
| 41.       | 2001        | GIZ Poetovio Vivat – Albin Promotion                        |
| 42. – 46. | 2002 – 2006 | LTO Lokalna turistična organizacija Ptuj                    |
| 47. – 54. | 2007 – 2014 | Konzorcij Kurent                                            |
| 55. – 56. | 2015 – 2016 | Mestna občina Ptuj                                          |
| 57. – 63. | 2017 – 2023 | Zavod za turizem Ptuj                                       |
| 64. – 65. | 2024 – 2025 | Javni zavod Ptuj                                            |

## Zgodovina
| Jadranska ulica, Ptuj (najstarejši ohranjen vir kurenta)                   | Cerkev Sv. Marka, Markovci (najstarejša pisna omemba kurenta) |
| -------------------------------------------------------------------------- | ------------------------------------------------------------- |
| 200x                                                                       | 260x                                                          |
| Zelenkasta in živo rumena (desno); štukature iz 1778 spominjajo na kurenta | V cerkveni kroniki se lik koranta omenja že leta 1829         |

### Več teorij o izvoru koranta
Točen izvor in časovno obdobje nastanka koranta sicer nista povsem znana, obstaja pa najbrž že od prvih naselbin Ptujskega območja. Zgodovinarji si niso povsem enotni, saj obstaja več teorij. Eni ga povezujejo z nekaj tisoč let starim ilirsko-keltskim izročilom, drugi s čaščenjem boginje Kibele iz pozne antike, nekateri s predniki Slovencev v 6. stoletju in pa nazadnje tudi s prihodom Uskokov v 16. stoletju.

### 1610: Prve zabeležene maske na Ptuju
Prvi zapisi iz 1610 pričajo, da so na Ptuju že imeli prve pustne igre, ki jih neka protireformacijska komisija nemudoma prepove, češ da meščani živijo v nasprotju s krščanskimi vrednotami, jedo meso, se postijo ...
Prav tako najdemo zapise, da so v 18. stoletju na Ptuju prirejali številna pustovanja, za katera so morali gostilničarji plačati visok davek za glasbo.

### 1778: Najstarejši ohranjen vir kurenta na Slovenskem
Najstarejša ohranjena vira kurenta na Slovenskem sta dve pročelji oz. dve hiši zgrajeni leta 1778 v starem jedru mesta Ptuj, natančneje v Jadranski ulici. Na pročelju hiš so namreč štukaturno obdelani pilastri, ki imajo obliko mask in močno spominjajo na maske kurenta.

### 1829: Prva pisna zabeležba kurenta
V kroniki starih bukev cerkve Sv. Marka v Markovcih (domovini te maske), se lik koranta (kurenta) pisno omenja že leta 1829.

### 1873: Prva povorka na Ptuju
25. februarja 1873 je bila na Ptuju izpeljana prva ptujska povorka, sočasno so na Ptuju že imeli prve prince, a je zadeva kmalu zamrla, ter se spet obudila leta 1999/00. Po mestu so šli vozovi, meščani so se našemili in cel dan sprehajali po mestu in veselo zapili pust vsak v svoji gostilni. Na 140. obletnico tega dogodka, so temu v čast ponovno obudili mestni pustni korzo na katerem naj bi v sprevodu sodelovali samo meščani.

### 1880: Prva upodobitev koranta
Leta 1880 je Jurij Šubic kot prvi upodobil koranta skupaj z ptujskopoljskimi orači v knjigi Die osterreichisch-ungarische Monarchie in Wort und Bild oziroma v prevodu Avstro-Ogrska monarhija v besedi in sliki. Leta 1884 paje korant postal samostojni lik, potem ko se je ločil od oračev.
V okoliških vaseh je pustovanje potekalo drugače kot v mestih. Živeli so bolj v skladu z starodavnimi običaji, za njih je bilo pomembno preganjanje zime in prihod pomladi, saj so bili na podeželju odvisni od vremena ter poljskih pridelkov. Ti okoliški kurenti in maske seveda takrat organizirano niso zahajali v mesto, saj je oblast te vraževerce in pogane, ki verjamejo v preganjanje zime preganjala. Obstajajo sicer zapisi iz dvajsetih let 20. stoletja, ko so se okoliški koranti skrili v voz z koruznico, da so lahko prišli in malce pozvonili tudi v mestu. Pokači pa so se iz bližnje okolice vendarle slišali tudi v mesto. Mesto je med obema vojnama ostalo kar nekoliko zaprto v tej svoji meščanskosti. Raznorazna društva so prirejala številne pustne bale in kar tekmovala med seboj katero bo naredilo boljšega. Tematika pustnih balov je bila izjemno barvita, vsako leto je bila tema nekaj drugega: ribištvo, umetnost, podeželje, tuje narodne noše itd. Gospe so si seveda enkrat na leto dale duška s svojimi kostumi.

## Fašenk pred, med in po vojni
| Sv. Trojica na Gorci (Podlehnik)                                                  |
| --------------------------------------------------------------------------------- |
| 200x                                                                              |
| Leta 1928 je tu nastala ena najstarejših in odlično ohranjenih fotografij kurenta |

### 1928: Gorca pri Podlehniku
V ptujskem tedniku (6.2.97, str. 13) je bila objavljena slika posneta leta 1928, ko se je pri cerkvi Sv. Trojica na Gorci, v današnji občini Podlehnik zbralo nekaj skromno maskiranih kurentov in orači. Ta je bila objavljena na razglednicah in je eden izmed najstarejših ohranjenih pustnih motivov.

### 1939: Folklorni festival v Mariboru
Pred drugo svetovno vojno so kurenti začeli izumirati, saj naj bi jih oblast zaradi spopadov med različnimi skupinami začela preganjati. Franc Marolt in Franjo Žižek sta leta 1939 v Mariboru organizirala folklorni festival in kurenta postavila v ospredje, ter tako poskrbela da lik kurenta ni bil pozabljen.

### 1941–45: Med drugo svetovno vojno
Tudi v času druge svetovne vojne so se ljudje in vojaki, da bi premagali vojne travme zabavali v mestnih gostilnah. 
V teh težkih časih so se ljudje znali tudi pikro ponorčevati in v lokalnem časopisu dodobra okrcati oblast.

### 1946–49: Prva povojna leta v Markovcih
So bila zelo težka, živeli so po svoje, v mesto pa z folkloro po tradiciji takrat še niso zahajali. So pa bila ta leta v Markovcih zelo aktivna, vsi so bili aktivni v društvu Partizan, kjer so prirejali razne družabne igre, seveda pa ni manjkalo niti folklore. V petdesetih letih pa se začnejo meje med vasjo in mestom na račun socializma in posledično večje enakopravnosti postopoma brisati. Okoličani naenkrat niso več kmetje izven mestnega dogajanja in tako je kurent počasi začel prihajati v mesto. Obstajajo fotografije kurentov iz Budine in Spuhlje, ki so se vsedli v avto in šli na ptujski grad. Meščani so na pustni torek po mestu in gostilnah še naprej prirejali in izvajali svoje pustne norčije. Tako je počasi rasla ideja organiziranem karnevalu na Ptuju.

### 1950: Radio Ljubljana obišče Markovce
V predpustnem času 1950, za veliko folkorno aktivnost v Markovcih izve tudi Radio Ljubljana, ki si je prišla ogledat tamkajšnje ženitovanjske in pustne običaje. Ta dan je bil v Markovcih pravi praznik, številnih radovednežev ni manjkalo, po vasi pa so pripravili veličastno povorko z vsemi folklornimi liki; prišlo je kar 60 korantov, kopjaši, orači, pokači, rusami, medvedi, pustne vile, picek, kopanjarice itd. Njihov nastop je predstavnike Radia Ljubljana tako navdušil, da so jih Zvezi kulturnih organizacij Slovenije, predlagali za nastop na I. jugoslovanskem mednarodnem festivalu folklore, ki je bil naslednje leto septembra v Opatiji. Tam so se odlično odrezali in bili izbrani za nastop na svetovnem festivalu folklore leta 1952 v Oslu, ki pa je odpadel.

### 1954: Otroška maškerada na pustni torek na Ptuju
2. marca 1954, na pustni torek popoldan, je društvo Svoboda, tako kot nekaj let poprej, organiziralo otroško maškerado po ptujskih ulicah, kateri pa se je ponavadi pridružila tudi kaka odrasla maska, tu in tam kakšna manjša naključna skupinica korantov. Na čelu pa je ponavadi igrala ptujska godba. To povorko si je v živo ogledal tudi Franc Kolarič, takratni predsednik folklorne skupine Markovci in ko je opazoval dirigenta godbe kako s palico dirigira, ga je prešinilo kako bi se zraven dirigenta podal tudi ples kopjaša. Povorka se je za nekaj časa ustavila na Trgu mladinskih delovnih brigad (Mestni trg), zato je Kolarič izkoristil to priliko in dirigentu posredoval svoja razmišljanja o kopjašu. Ta pa je bil nad tem predlogom navdušen, saj je sam kot godbenik več kot očitno dobro poznal običaj ženitovanjskega kopjaša. Podala sta si roke, da se spet srečata naslednje leto.

### 1955: Prvi zametki Haslove ideje o organiziranem Kurentovanju
22. februarja 1955, na pustni torek, tako kot sta se lani dogovorila z dirigentom, je Kolarič (ustanovni član odbora ptujskega kurentovanja) iz folklorne skupine Markovci v ptujski povorki nastopil kot kopjaš. A zaradi sramu je povabil še prijatelja iz folklorne skupine in tako sta na čelu povorke nastopila kar dva kopijaša. Ta etnografski lik se je tako prvič pojavil na povorki na Ptuju. Ta njegova poteza je požela val odobravanja, Kolarič pa si takrat niti v sanjah ni predstavljal da bo ta njegova ideja usodna za kasnejši nastanek organiziranega ptujskega kurentovanja. Ko so za njegovo nakano zvedeli
še njegovi prijatelji iz folklorne skupine, se jih je kar nekaj obleklo v kurente in odhitelo na ptujsko povorko, zraven pa so privlekli še ruso.
Ko se je povorka na kratko ustavila pred ptujsko občino, je nek uglajen gospod v črnem plašču, rahko pocukal Kolariča za rokav in se predstavil kot profesor Drago Hasl in povedal da ga področje folklore še posebej zanima. Hasl je Kolariča je prosil, da če se lahko enkrat po pustu zglasi v ljudski in študijski knjižnici, kjer je Hasl med leti 1951 in 1958 delal kot upravnik ptujske knjižnice. Ko sta se naposled sestala sta več ur razpravljala o bogatem ljudskem izročilu, o katerem je Hasl želel vedeti vse in še več in si vse skrbno zapisoval. Na koncu pa dejal da se sploh ne zavedamo kako bogato kulturno dediščino imamo na podeželju. A mu takrat ni dal nič vedel, da je Hasl že takrat imel v načrtih ptujsko kurentovanje.

### 1956–57: Povorka na pustni torek na Ptuju
Leta 1956 je Kolarič vzel slovo od samega udejstvovanja in nastopanja v ptujski povorki, ter se odločil da se bo bolj posvetil sami organizaciji. Zato so ga na pustni torek na ptujski povorki nasledili mlajši fantje iz folklorne skupine Markovci in nastopili kot kopijaši. Podobno je bilo tudi leta '57.

### 1958: Hasl povabi Kolariča k sodelovanju pri rojstvu Kurentovanja
Po novem letu 1958, je Kolarič od Hasla prejel pismo da bo na pustni ponedeljek ali torek '58 prišel v Markovce. Skupaj z predsednikom markovške folklorne skupine Alojzom Simoničem sta Haslu hotela predstaviti nekaj pustnih skupin, a je Hasl zbolel in ga ni bilo. Kolarič in Simonič sta konec leta 1958 od Hasla prejela vabilo za sestanek na Ptuju. Hasl jima je na sestanku zaupal, da že vse od leta 1955 ko je na ptujski povorki prvič videl plesati ženitovanjska kopijaša, pripravlja načrt za organizacijo ženitovanjskih in pustnih likov na Ptuju. Želel je izvedeti tudi ali je bolj prav kurent ali korant
in še nekatere druge podrobnosti kot to ali pred cerkvijo ob poroki plešejo kopijaši in ali se svatje še vozijo na poroko na paručih (koleseljnih).

### 1959: Hasl organizira poskusno Kurentovanje in ga predstavi javnosti
Na vaseh so po drugi sv. vojni pustne maske, šege in običaji začele izumirati in toniti v pozabo, a so to želeli ohraniti še za prihodnje rodove. 
Januarja 1959 je bil Franc Kolarič spet povabljen na sestanek, kjer mu je Hasl predstavil svoje sodelavce, ki so kot začasni odbor pripravljali takrat še nerojeno Kurentovanje. Kolarič je sicer z veseljem poslušal dobro izbrano druščino ptujskih intelektualcev, a se je med njimi kot preprost človek počutil nekoliko nerodno. Kolariča so spraševali o tem in onem, predvsem ali se koranti na vaseh še vedno zravsajo, kot je to bil običaj v predvojni Jugoslaviji, in uvidel da ptujski možje kar veliko vedo o teh neljubih dogodkih iz preteklosti in jim z veseljem pojasnil, da je s tem za vselej konec.
Po dveurnem sestanku so se odločili da bodo letos po ptujskih ulicah, na pustno soboto, organizirali poskusno kurentovanje, manjšo pustno povorko. Veliko je bilo tudi razglabljanja o tem kakšno ime naj nosi ta prireditev in ker je korant najbolj izvirna in demonska pustna maska, so prišli do sklepa da bo prireditev nosila ime Ptujsko kurentovanje. To je bil zadetek v polno, saj prireditev še danes nosi to ime oz. je zdaj že blagovna znmaka.
7. februarja 1959, na pustno soboto, so Hasl, Kolarič in ostali na ptujskih ulicah v zelo kratkem času organizirali testno kurentovanje, Markovčani pa so po dogovoru pripeljali vse svoje etnografske like kot so ženitovanjski kopijaši, koranti (kurenti), orači, ruse, medvedi, pustne vile, piceki in kopanjarice. So se jim pa pridružili tudi še nekateri koranti iz Budine in Spuhlje. Bila je kar lepa povorka, saj je za takratne skromne razmere sodelovalo skupaj čez 30 korantov. So pa na tem poskusnem kurentovanju sodelovali tudi ploharji iz Cirkovc pod vodstvom Vinka Koržeta in orači iz Lancove vasi. Hasl je bil po končani povorki vidno zadovoljen in pripomnil, da je potrebno naslednje leto na prvem uradno organiziranem ptujskem kurentovanju angažirati še preostale skupine iz Ptuja in okolice, prireditev pa naj se organizira na pustno nedeljo.

## Organizirano kurentovanje
| 1. Kurentovanje (1960) | 1. Kurentovanje (1960) | 1. Kurentovanje (1960) | 2. Kurentovanje (1961) |
| ---------------------- | ---------------------- | ---------------------- | ---------------------- |
| 200x                   | 260x                   | 260x                   | 260x                   |
| TMDB (Mestni trg)      | Mestna tržnica         | Mestni park            | TMDB (Mestni trg)      |

### 1960: Prvo uradno organizirano kurentovanje
27. februar 1960 pod vodstvom Hasla, skupaj z Zgodovinskim društvom Ptuj prvič organizirali pustno povorko, ki so jo po najznamenitejšem pustnem liku poimenovali Ptujsko kurentovanje, prireditev pa je potekala na pustno soboto. Na prvi povorki so nastopile samo maske iz bližnjih Markovc kot so kopjaši, orači, rusa, medved, vile in piceki, ki si jo je ogledalo 6,000 ljudi. Naslednje leto, na pustno nedeljo, se je zbralo že 14,000 ljudi.

### 1964: Neorganizacijo kurentovanja nadomestilo domače pustovanje
Zaradi enoletnega premora (odpovedi Kurentovanja) je 9. in 11. februarja (obakrat ob 10. uri), domače pustovanje vseeno organiziral DPD "Svoboda" Ptuj, saj se mesto Ptuj nikakor ni hotelu odreči svoji tradicionalni pustni povorki, vsaj z nastopom sicer maloštevilnih, skromno in amatersko organiziranih domačih okoliških etnografskih in karnevalskih skupin. Sama trasa je bila zelo kratka, za dogodek pa ni bilo nobene reklame.
Med letoma 1962 in 1991 je osrednja povorka potekala zgoščeno v enem dnevu. Dopoldan so se na mestnem stadionu predstavile tradicionalne pustne skupine iz bližnje in daljne okolice in tujine, v popoldanskih urah pa je stekel sprevod tradicionalnih in karnevalskih mask po mestnih ulicah.

### 1967: Kurentovanje prvič odpadlo zaradi naliva
Leta 1967 je Kurentovanje edinkrat doslej odpadlo in sicer zaradi slabega vremena, tako na stadionu kot obhod mask po mestu. To je pri meščanih sprožilo val zgražanja in kritik na račun organizatorjev. Čeprav je do začetka prireditve dež že ponehal, so se organizatorji odločili da povorko kjub temu odpovedo. V povorki je bilo predvideno več kot 1500 mask, a jih več kot polovica sploh ni prišlo. Približno 40 kurentov in kar nekaj pisanih mask pa je kar v lastni režiji vendarle krenilo in naredilo obhod po mestnih ulicah.

### 1969: Folklorno društvo Ptuj prevzame organizacijo
Od leta 1969 do 1972 organizacijo kurentovanja prezvame Folklorno društvo Ptuj, od leta 1973 do 1991 pa skupaj z Turističnim društvom Ptuj.
Sredi 1970ih je prireditev že zdavnaj presegla lokalne okvirje, saj se je od tedaj naprej vsako leto zbralo že krepko preko 40,000 ljudi.
Leta 1986 je bil program zaradi neprestanega trodnevnega sneženja, ki je prineslo 70 cm snega, zelo okrnjen, z malo gledalci, na tržnici pa je nastopilo vsega nekaj deset kurentov. Leta 1992 kurentovanje iz enega dneva razširijo na nekaj dni.

### 1980: Druga odpoved Kurentovanja zaradi predsednika Tita
Organizatorja sta bila Folklorno društva Ptuj in Turistično društvo Ptuj. Vse je že bilo pripravljeno za organizacijo dogodka, a so zaradi nenadnega poslabšanja zdravstvenega stanja predsednika Tita, prireditev odpovedali le dva dni pred načrtovanim kurentovanjem, 15. februarja. To odločitev je na redni seji sprejel organizacijski in častni odbor za pripravo kurentovanja, saj so ocenili da razpoloženje med občani in delovnim ljudstvom zaradi tega ni bilo pravo. O tem so po telefonu takoj obvestili etnografske skupine, ki bi morale nastopiti na Ptuju. Temu vzgledu so sledili tudi drugi organizatorji pustnih prireditev (gostilne, hoteli), ki so prav tako napovedane prireditve odpovedali in prekinili s pripravami.

### 1994: Novo obdobje kurentovanja
Leta 1994 kurentovanje doživi največjo spremembo v svoji zgodovini. Kurentovanje se raztegne na 11 dni, prvič so postavili karnevalski šotor z vsakodnevnim pestrim glasbenim in zabavnim programom ter z pokopom pusta na pustni torek.

### 1998: Prva otvoritvena etno povorka
Leta 1998 v okviru kurentovanja na pobudo Branka Brumna prvič v mestu priredijo otvoritveno etnografsko povorko, ki na predpustno soboto oziroma prvi dan kurentovanja poteka še danes. Na njej se zbere do 15,000 ljud, po številu nastopajočih se je že skoraj izenačila z osrednjo mednarodno karnevalsko povorko, ki poteka na pustno nedeljo.
Leta 1999 so na martinovo po vzoru drugih evropskih držav, tokrat spet na pobudo Branka Brumna, prvič po koncu 19. stoletja ustoličili prvega ptujskega princa karnevala. Izbran je bil na Martinovo, 11. novembra, točno ob 11 uri in 11 minut.

### 2000: Prvi ptujski princ prevzame oblast
Leta 2000 je prvi ptujski princ karnevala Gašper I, od takratnega župana za 11 dni prevzel mestno oblast, tako da mu je župan podaril ključ od mestne hiše. Od leta 2013 naprej imajo princi dveletni mandat.
Leta 2011 se je na osrednji mednarodni karnevalski povorki na pustno nedeljo zbralo rekordnih 65,000 gledalcev.

### 2013: Prvi mestni pustni korzo
Leta 2013 so v okviru kurentovanja priredili prvi mestni pustni korzo nove dobe, ki ima zametke v prvi ptujski povorki iz leta 1873. Na njej so sodelovali nobel meščani v nobel maskah, ki so zelo podobne in značilne za tiste na karnevalu v Benetkah.

### 2019: Prvi nočni spektakel
Leta 2019 pa so prvič priredili nočni spektakel, ki poteka na pustni petek zvečer. Povezan je z mistiko, temo in igro svetlobe ter ognja in rahlo spominja na slog praznovanja na slovitem karnevalu v Rio de Janeiru.

## Osrednja mednarodna karnevalska povorka
Leta 1959 so na pustno soboto izpeljali testno kurentovanje, kot preizkus pred prvim uradnim Kurentovanjem naslednje leto.
Leta 1960 je bilo prva uradna povorka (kurentovanje) organizirana na pustno soboto, jo zatem prestavili na pustno nedeljo in je tam še danes. 
Leta 1964 edinkrat doslej v zgodovini niso organizirali Kurentovanja. Zaradi številnih kritik v preteklih letih se je tedanji organizator Kurentovanja, to so "Folklorne prireditve Ptuj", odločil za enoletni premor; ta poteza pa je naletela na veliko ogorčenje med domačimi in tujimi obiskovalci, kot tudi gostinci, ki so bili močno prikrajšani. Ptuj se nikakor ni hotel odpovedati svoji povorki, tako da je DPD Svoboda organizirala manjše nadomestno pustovanje z res zelo skromno zasedbo nastopajočih etnografskih likov, pa še ta povorka je edinkrat doslej obšla središče starega mestnega jedra.
Med 1961 in 1993 je bilo kurentovanje razdeljeno na dva dela: dopoldne prikaz etnografskih in popoldan karnevalskih mask. Poleg Planice je to daleč največji enodnevni dogodek v Sloveniji na katerem se vsako leto zbere med 45 do 65 tisoč ljudi. Podatki o obisku so iz arhiva časopisa Tednik.
Leta 1994 so Kurentovanje razširili iz 1 na 11 dni. Osrednja karnevalska povorka na pustno nedeljo je še danes najbolj obiskan (glavni) dogodek.
Osrednja nedeljska mednarodna karnevalska povorka je doslej odpadla trikrat; zaradi naliva (1967, 1995) in zaradi Tita (1980).
| Edicija                                                         | Leto | Dan                          | Datum                   | Prva nagrada | Obisk |
| --------------------------------------------------------------- | ---- | ---------------------------- | ----------------------- | --- | --- |
| ↓ POSKUSNO KURENTOVANJE ↓                                       |      |                              |                         | | |
| ↓ Drago Hasl, Franc Kolarič in še nekateri ugledni Ptujčani ↓   |      |                              |                         | | |
| —                                                               | 1959 | pustna sobota                | 7. februar              | testna povorka pred pravim Kurentovanjem | N/A |
| ↓ URADNO KURENTOVANJE ↓                                         |      |                              |                         | | |
| ↓ Zgodovinsko društvo Ptuj ↓                                    |      |                              |                         | | |
| 1.                                                              | 1960 | pustna sobota                | 27. februar             | ni bilo podelitve | 6,000 |
| 2.                                                              | 1961 | pustna nedelja               | 12. februar             | »Cigani« (Dornava) | 14,000 |
| 3.                                                              | 1962 | pustna nedelja               | 4. marec                | »Indijanci« (Dornava) | 20,000 |
| ↓ Folklorne prireditve Ptuj ↓                                   |      |                              |                         | | |
| 4.                                                              | 1963 | pustna nedelja               | 24. februar             | »Turki« (Dornava) | 20,000 |
| ↓ NADOMESTNO PUSTOVANJE ↓                                       |      |                              |                         | | |
| ↓ DPD "Svoboda" Ptuj ↓ (Kurentovanje niso organizirali)         |      |                              |                         | | |
| —                                                               | 1964 | pustna nedelja pustni torek  | 9. februar 11. februar  | nadomestno domače pustovanje | N/A |
| ↓ URADNO KURENTOVANJE ↓                                         |      |                              |                         | | |
| ↓ Folklorne prireditve Ptuj ↓                                   |      |                              |                         | | |
| 5.                                                              | 1965 | pustna nedelja               | 28. februar             | prve nagrade niso podelili | 30,000 |
| 6.                                                              | 1966 | pustna sobota pustna nedelja | 19. februar 20. februar | najvišje (1x) in 2. nagrade (2x) niso podelili | 30–50,000 |
| 7.                                                              | 1967 | pustna nedelja               | 5. februar              | odpoved v zadnjem trenutku zaradi dežja | 10,000 |
| 8.                                                              | 1968 | pustna nedelja               | 25. februar             | »Kitajci in mušnice« (šole) »Milica: Butale« (posamezniki) »Računovodstvo Agrotransport« (vozila) | 20,000 |
| ↓ Folklorno društvo Ptuj ↓                                      |      |                              |                         | | |
| 9.                                                              | 1969 | pustna nedelja               | 16. februar             | »Vesoljska ladja« (Pleskar) | N/A |
| 10.                                                             | 1970 | pustna nedelja               | 8. februar              | »Cigani« (Dornava) | 25,000 |
| 11.                                                             | 1971 | pustna nedelja               | 21. februar             | N/A | 35,000 |
| 12.                                                             | 1972 | pustna nedelja               | 13. februar             | izpeljan samo etnografski del | 5,000 |
| ↓ Folklorno društvo Ptuj – Turistično društvo Ptuj ↓            |      |                              |                         | | |
| 13.                                                             | 1973 | pustna nedelja               | 4. marec                | N/A | 40,000 |
| 14.                                                             | 1974 | pustna nedelja               | 24. februar             | »Pleskar Ptuj« | 40–50,000 |
| 15.                                                             | 1975 | pustna nedelja               | 9. februar              | »Moda 1909, 1932, 1972 in 2000« (TP Merkur) »Prainflacija – zmaj« (TP Izbira) »Domači film na visoki ravni« (Mercator) »Energetski kriza« (LES Ptuj) »Molzna krava in spl. poraba« (KK Mlekarne) »Predelava in potrošnja« (PP Ptuj)                                                  | 40,000 |
| 16.                                                             | 1976 | pustna nedelja               | 29. februar             | »Prleško gostüvanje« (Polenšak) | 45,000 |
| 17.                                                             | 1977 | pustna nedelja               | 20. februar             | »Kmečka gostija« (Polenšak) »SOZD Hidravlika« (Proizvodnja Olge Meglič) »Carter – predsednik ZDA« (Merkur) »Market – Mars« (Izbira) »Pri Mercatorju se vse dobi in Žehtnik« (Mercat.) »Kojak« (TD Ptuj) »Vinske sorte Vikend odnosi« (KK – Kletarstvo)                               | 40,000 |
| 18.                                                             | 1978 | pustna nedelja               | 5. februar              | »Rimljan z bojnim vozom« | 40,000 |
| 19.                                                             | 1979 | pustna nedelja               | 25. februar             | »Novorojenček« (MIP) »NLP« (Agis) »Rad imam mleko« (KK TOZD Mlekarna) »Borci za mir« (Turistično društvo) »Manj kave, sestankov, večja prod.« (Emona) »Problem koruze« (Perutnina Ptuj) »SIS za Kurentovanje '80« (Komunalno podjetje) »Nalijmo si čistega vina« (K TOZD Kmetijstvo) | 40,000 |
| 20.                                                             | 1980 | pustna nedelja               | 17. februar             | odpoved 2 dni prej zaradi Titovega poslabšanja | odpoved 2 dni prej zaradi Titovega poslabšanja                                                                   |
| 21.                                                             | 1981 | pustna nedelja               | 1. marec                | »Nova tovarna gnojil« (MIP) | 45,000 |
| 22.                                                             | 1982 | pustna nedelja               | 21. februar             | »Rubikova kocka« (TGA Kidričevo) | 40,000 |
| 23.                                                             | 1983 | pustna nedelja               | 13. februar             | »Marionete« (MIP) | 30,000 |
| 24.                                                             | 1984 | pustna nedelja               | 4. marec                | »Aluminijasto jajce« (TGA) | N/A |
| 25.                                                             | 1985 | pustna nedelja               | 17. februar             | »Kdo je pri nas bogat« (SO Ptuj) | 25–30,000 |
| 26.                                                             | 1986 | pustna nedelja               | 9. februar              | v glavnem samo etnografski del (karnevalskih mask je bilo le za vzorec) | N/A |
| 27.                                                             | 1987 | pustna nedelja               | 1. marec                | »TOZD Gradnje & Drava« »DO Hiko Olga Meglič« »Emona Merkur« | 30,000 |
| 28.                                                             | 1988 | pustna nedelja               | 14. februar             | »MIP« »DO Olga Meglič« »GD Dvorjane in MIP« »Obrtno združenje Ptuj« | 45,000 |
| 29.                                                             | 1989 | pustna nedelja               | 5. februar              | prve nagrade niso podelili | 40,000 |
| 30.                                                             | 1990 | pustna nedelja               | 25. februar             | »komorni moški PZ« in »KK« | +50,000 |
| 31.                                                             | 1991 | pustna nedelja               | 10. februar             | prve nagrade niso podelili | N/A |
| 32.                                                             | 1992 | pustna nedelja               | 1. marec                | samo etnografski del omejen na 4 trge (1. nagrade zaradi nedoseganja kriterijev niso podelili) | N/A |
| ↓ Folklorno društvo Ptuj – Turistično društvo Ptuj – TIC Ptuj ↓ |      |                              |                         | | |
| 33.                                                             | 1993 | pustna nedelja               | 21. februar             | nagrad ni bilo zaradi pomankanja denarja | 30,000 |
| 34.                                                             | 1994 | pustna nedelja               | 13. februar             | N/A | N/A |
| ↓ GIZ Poetovio Vivat ↓                                          |      |                              |                         | | |
| 35.                                                             | 1995 | pustna nedelja               | 26. februar             | odpoved osrednje karnevalske povorke zaradi naliva (preostali del 11-dnevnega Kuretovanja je bil sicer izpeljan) | odpoved osrednje karnevalske povorke zaradi naliva (preostali del 11-dnevnega Kuretovanja je bil sicer izpeljan) |
| 36.                                                             | 1996 | pustna nedelja               | 18. februar             | »Veseli kmetje« (Hajdina) | 25,000 |
| 37.                                                             | 1997 | pustna nedelja               | 9. februar              | »Nore krave« (PD Osluševci) | 40,000 |
| 38.                                                             | 1998 | pustna nedelja               | 22. februar             | »Haloška klonirana krava« (Dravci – Soviče) | 50,000 |
| 39.                                                             | 1999 | pustna nedelja               | 14. februar             | »Smrkci« (Bukovci) | 10,000 |
| 40.                                                             | 2000 | pustna nedelja               | 5. marec                | »Mobiteli« (Bukovci) | 50–60,000 |
| ↓ GIZ Poetovio Vivat – Albin Promotion ↓                        |      |                              |                         | | |
| 41.                                                             | 2001 | pustna nedelja               | 25. februar             | »Robin Hood« (Bukovci) | 45,000 |
| ↓ Lokalna turistična organizacija Ptuj ↓                        |      |                              |                         | | |
| 42.                                                             | 2002 | pustna nedelja               | 10. februar             | »Grajska gospoda s tlačani« (Dravci–Soviče) | 50,000 |
| 43.                                                             | 2003 | pustna nedelja               | 2. marec                | »Rimljani« (Bukovci) | 60,000 |
| 44.                                                             | 2004 | pustna nedelja               | 22. februar             | »Faraon Stojankamon« (Stojnci) | 35,000 |
| 45.                                                             | 2005 | pustna nedelja               | 6. februar              | »Siget« (Stojnci) | 45,000 |
| 46.                                                             | 2006 | pustna nedelja               | 26. februar             | »Kremenčkovi« (Dravci) | 45,000 |
| ↓ Konzorcij Kurent ↓                                            |      |                              |                         | | |
| 47.                                                             | 2007 | pustna nedelja               | 18. februar             | »Afričani« (Bukovci) | 40,000 |
| 48.                                                             | 2008 | pustna nedelja               | 3. februar              | »Skupina Noč« (OŠ Slovenska Bistrica) | 50,000 |
| 49.                                                             | 2009 | pustna nedelja               | 22. februar             | »Beneške maske« (Stojnci) | 55,000 |
| 50.                                                             | 2010 | pustna nedelja               | 14. februar             | »Pavi« (Mala vas, Gorišnica) | 60,000 |
| 51.                                                             | 2011 | pustna nedelja               | 6. marec                | »Žabja vas« (KUD Stojnci) | 65,000 |
| 52.                                                             | 2012 | pustna nedelja               | 19. februar             | »Lego city« (Mala vas, Gorišnica) | 60,000 |
| 53.                                                             | 2013 | pustna nedelja               | 10. februar             | »Fantazija« (KUD Maska Stojnci) | 30,000 |
| 54.                                                             | 2014 | pustna nedelja               | 2. marec                | »Kobre, stojnski Siget« (Stojnci) | 50,000 |
| ↓ Mestna občina Ptuj ↓                                          |      |                              |                         | | |
| 55.                                                             | 2015 | pustna nedelja               | 15. februar             | »Gostilna pod klopotcem« (Soviče) | 55,000 |
| 56.                                                             | 2016 | pustna nedelja               | 7. februar              | »Prebujanje pomladi v gozdu« (Mv) | 40,000 |
| ↓ Zavod za turizem Ptuj ↓                                       |      |                              |                         | | |
| 57.                                                             | 2017 | pustna nedelja               | 26. februar             | »Čarobni vrt« (Stojnci) | 60,000 |
| 58.                                                             | 2018 | pustna nedelja               | 11. februar             | »Mali rimljančki« (Sodinci) | 60,000 |
| 59.                                                             | 2019 | pustna nedelja               | 3. marec                | »Simfonija klavirjev« (Spuhlja) | 50,000 |
| 60.                                                             | 2020 | pustna nedelja               | 23. februar             | »Cirkus« (mladina Bukovci) | 50,000 |
| 61.                                                             | 2021 | pustna nedelja               | 14. februar             | spontana povorka (sredi pandemije) | N/A |
| 62.                                                             | 2022 | pustna nedelja               | 27. februar             | spontana povorka (ob koncu pandemije) | N/A |
| 63.                                                             | 2023 | pustna nedelja               | 19. februar             | »Šumarji« (Njiverce) | +40,000 |
| ↓ Javni zavod Ptuj ↓                                            |      |                              |                         | | |
| 64.                                                             | 2024 | pustna nedelja               | 11. februar             | »Otyken Sibirija« (Bukovci) | +20,000 |
| 65.                                                             | 2025 | pustna nedelja               | 2. marec                | »Grbci« (KUD Vetrnice) | 50,000 |

### Opomba
- 1959 – so že organizirali poskusno kurentovanje.
- 1964 – Kurentovanja niso organizirali (enoletni premor).
- 1967 – Kurentovanje je odpadlo prvič (zaradi močnega dežja).
- 1972 – organizirana samo etnografska povorka (brez karnevalskega dela).
- 1980 – Kurentovanje je odpadlo drugič (slabo stanje predsednika Tita).
- 1986 – organizirana samo etnografska povorka (karnevalskih mask le za vzorec).
- 1992 – brez klasične karnevalske povorke (omejeno na štiri mestne trge).
- 1995 – osrednja nedeljska karnevalska povorka je odpadla tretjič (zaradi močnega naliva).
- 2021 – uradno virtualno kurentovanje. Povorke so bile spontane (neorganizirane).
- 2022 – uradno virtualno kurentovanje. Povorke so bile spontane (neorganizirane).

## Etnografski liki
Avtohtoni etnografski liki iz Ptujskega polja, Dravskega polja ter z območja Haloz:
| - "Kurent" ali "Korant" (glavni etnografski lik) - "Pustni plesači" (Pobrežje, Videm) - "Pokači" (za srečo in blagostanje) - "Ploharji" (za čaranje plodnosti) - "Orači" (zarišejo magični krog) - "Hudič" (bojte, bojte, prihaja) - "Kopjaš" (ženitni lik) - "Cigani" (Dornava) | - "Moža išče kopanja" (slamnata nevesta) - "Kurike in piceki" (za dobro letino) - "Nagajivi medved" (Ptujsko polje) - "Baba deda nosi" (duhovi rajnih) - "Jürek in rabolj" (Haloze) - "Vile" (Zabovci) - "Ruse" (Ptujsko polje) |  |

## Korant vs. Kurent
- Korant je starodavno ime za lik, ki v okoliških vaseh Dravskega in Ptujskega polja živi že stoletja, nemara tisočletja. Je torej sinonim za vaškega ali domačega koranta oziroma kurenta. Ime se vedno bolj uporablja in omenja tudi v širši javnosti in medijih.
- Kurent je relativno sodoben izraz in sinonim za mestnega koranta, ki se prvič pojavi v začetku druge polovice 20. stoletja, sočasno s prvim organiziranim kurentovanjem leta 1960. V vseh letih so ime z vztrajno rabo popularizirali osrednji mediji.
- Korent, Kurant sta alternativni imeni, ki pa se v splošni pogovorni rabi pojavljajta zelo poredko, slišimo ga lahko le na Ptujskem in Dravskem polju oziroma Korantovem domačem okolišu.[19]
- Karant, Korat pa sta izraza, ki sta neznana še domačinom in se v pogovorni rabi sploh ne uporabljata, razen v kakšnih starinskih zapisih.

## Korantova oprava

### Stara podoba
Tista nekdanje korantova oprava ali maska je bilo nekoliko drugačna, precej skromnejša kot je danes in narejena predvsem po lastni želji. Imel je kapo, ki je bila zadaj kosmata, obrazni del je bil iz starega usnja s prišitim nosom in izrezanimi odprtinami za oči in usta, dolg jezik iz rdečega sukna, kapa je imela rogove iz usnja in klobučevine, na koncu roga pa je bilo še gosje pero. Število zvoncev je bilo poljubno, bili so od kant in pločevink. V roki je imel ježevko. Obutev ni bila pomembna, prav tako ne barva nogavic, njeno nošenje pa je bilo neobvezno. Kožuh je bil narejen večinoma iz bolj skromne in tanke zajčje kože pod njimi ni bilo ne vem kako toplo.

### Trenutna podoba
Med leti 1963 in 1965 je Folklorno društvo Markovci natančno določilo izgled in standardno opravo maske kot jo poznamo še danes. Korantova kapa je iz ovčjega kožuha in pobarvanega usnjenega naličja z dolgim usnjenim nosom, odprtinami za oči in usta, zobje iz belega fižola, nanizanega na vrvico. Ima daljši jezik rdeče barve rdeče, na glavi ima ušesa iz puranovih ali gosjih peruti. Rogovi so iz slame ali lesa ter okrašeni z raznobarvnimi trakovi.
Korant je oblečen v ovčji kožuh, pod katerim je izredno vroče. Za pasom ima obešeno verigo z točno petimi kravjimi zvonci. Njegov ponos pa je čim večje število robcev za pasom. Obut je v volnene pletene nogavice oziroma gamaše, ki so rdeče ali zelene barve in nosi, obvezni so tudi črni škornji. V rokah nosi korant ježevko. Ta oprava je precej bogatejša in razkošnejša od tistih prvotnih starih pristnih korantovih oprav pred in takoj po vojni.

### Pernati korant
Pernati kurent z barvnimi traki, v ovčji koži in z rdečimi gamašami je značilen za Ptuj in njegovo bližnjo okolico oziroma predvsem za celotno Ptujsko polje ter lep del Dravskega polja. Ta korant je bolj poznan in jih je tudi mnogo več kot rogatih.

### Rogati korant
Rogati korant se deli na dva dela, ki je značilen za lep del Dravskega polja. Haloški koranti imajo zelene gamaše z rogovi obrnjenimi navzgor, koranti iz Lancove vasi pa zelene gamaše z kravjimi rogovi obrnjenimi navzdol.

## Princ karnevala
Prvi princ karnevala je tradicionalno inavguriran na martinovo, prvič leta 1999 na pobudo Branka Brumna po vzoru drugih evropskih mest. 
Leta 2000 je mestno oblast zasedel prvi princ. Od leta 2013 naprej ima vsak novoizvoljeni princ dveletni mandat.
| #               | Princ                                      | Mestni oblastnik                                         | Leto           |
| --------------- | ------------------------------------------ | -------------------------------------------------------- | -------------- |
| Enoletni mandat |                                            |                                                          |                |
| 1               | Gašper I                                   | 26. februar – 7. marec                                   | 2000           |
| 2               | Matevž Zoki II                             | 17. – 27. februar                                        | 2001           |
| 3               | Don Zlatko III                             | 3. – 12. februar                                         | 2002           |
| 4               | Plemeniti Moškon Rajh                      | 22. februar – 4. marec                                   | 2003           |
| 5               | Cajnko Friderik V                          | 14. – 24. februar                                        | 2004           |
| 6               | Plemeniti Holoneški VI                     | 3. – 8. februar                                          | 2005           |
| 7               | Klinc Hauptmann Spuhljanski                | 18. – 28. februar                                        | 2006           |
| 8               | Slavko plemeniti Kacherl                   | 10. – 20. februar                                        | 2007           |
| 9               | Majer Cirkovški                            | 3. – 5. februar                                          | 2008           |
| 10              | Vegan Turniški                             | 14. – 24. februar                                        | 2009           |
| 11              | Vitez Senčar, plemeniti Bernard Ptujski    | 6. – 16. februar                                         | 2010           |
| 12              | Plemeniti baron Jakob Breuner Markovski    | 26. februar – 8. marec                                   | 2011           |
| 13              | Plemeniti Jurij Oprossnitzer               | 11. – 21. februar                                        | 2012           |
| Dvoletni mandat |                                            |                                                          |                |
| 14              | Vitez Dornavski                            | 3. – 12. februar 22. februar – 4. marec                  | 2013 2014      |
| 15              | Bertold Draneški                           | 9. – 19. februar 3. – 9. februar                         | 2015 2016      |
| 16              | Plemeniti Janez Maksimilijan Gregorič      | 18. – 28. februar 3. – 13. februar                       | 2017 2018      |
| 17              | Jakob Baron Zekel Videmski                 | 23. februar – 5. marec 15. – 25. februar                 | 2019 2020      |
| Triletni mandat |                                            |                                                          |                |
| 18              | vitez Hinko Sodinski, plemeniti Gall       | 6. – 16. februar 19. februar – 1. marec 11. – 21 februar | 2021 2022 2023 |
| Dvoletni mandat |                                            |                                                          |                |
| 19              | Francesco Guffante, ptujski mestni sodnik. | 3. – 13. februar 22. februar – 4. marec                  | 2024 2025      |

## Dogodki v okviru kurentovanja

### Uvod v pustni čas
| Od   | Dogodek                  | Dan                                                                                   |
| ---- | ------------------------ | ------------------------------------------------------------------------------------- |
| 2001 | Kurentov (korantov) skok | Polnočno obredje ob ognju na Zokijevi domačiji v Budini (Svečnica – 2. na 3. februar) |

### Glavni tradicionalni dogodki
| Od                                      | Dogodek                            | Dan               |
| --------------------------------------- | ---------------------------------- | ----------------- |
| ↓ Etnografski in karnevalski sprevodi ↓ |                                    |                   |
| 1998                                    | Otvoritvena etnografska povorka    | predpustna sobota |
| 2017                                    | Dan kurentovih (korantovih) skupin | predpustna sreda  |
| 2015                                    | Nočni spektakel                    | pustni petek      |
| 1873                                    | Mestni pustni korzo                | pustna sobota     |
| 2013                                    | Mestni pustni korzo                | pustna sobota     |
| 1960                                    | Mednarodna karnevalska povorka     | pustna nedelja    |
| 1960                                    | Vseslovenska povorka vrtcev        | pustni ponedeljek |
| 1960                                    | Pokop pusta                        | pustni torek      |

### Spremljevalni program
| Od   | Dobrodelni kuharski dogodek | Dan               |
| ---- | --------------------------- | ----------------- |
| 2006 | Obarjada                    | predpustna sobota |

| Od   | Slikarstvo | Slikarstvo         | Dan               |
| ---- | ---------- | ------------------ | ----------------- |
| 2009 | Ex tempore | Likovna kolonija   | predpustna sobota |
| 2009 | Ex tempore | Otvoritev razstave | pustna sobota     |

## Večje okoliške povorke
| Od   | Povorka         | Dan               |
| ---- | --------------- | ----------------- |
| 1992 | Markovci        | pustna sobota     |
| 1993 | Cirkovci        | pustni torek      |
| 1994 | Cirkulane       | pustna sobota     |
| 1996 | Videm pri Ptuju | pustni ponedeljek |
| 2000 | Majšperk        | pustna sobota     |

## Kurentovanje v Ameriki
Leta 2013 je skupnost Ameriških Slovencev po ulicah mestne četrti St. Clair-Superior v Clevelandu, prvič priredila svojo lokalno različico Kurentovanja, Cleveland Kurentovanje. Povorka tradicionalno poteka na pustno soboto.

## Karnevalski šotor
Med 1994 in 2017 je šotor po vrsti menjal 6 lokacij: nova pošta, avtobusna postaja, Zadružni trg, Poetovio, staro vojaško skladišče in Vičava. Med leti 2018-2020 je komercialno-glasbeni del potekal znotraj trgovskega središča Qcenter Ptuj na Puhovi ulici.

## Arhivski posnetki
- Kurentovanje 1975 – mestna tržica (Associated Press)[22]
- Mitologija kurenta – skozi 1960ta, 1970ta, 1980ta, 1990ta (RTV Slovenija)[23]